# Peñaparda
Peñaparda es un municipio y localidad española de la provincia de Salamanca, en la comunidad autónoma de Castilla y León. Se integra dentro de la comarca de Ciudad Rodrigo y las subcomarcas del Campo de Robledo y El Rebollar. Pertenece al partido judicial de Ciudad Rodrigo.
Su término municipal está formado por las localidades de Peñaparda y Dehesa de Perosín, ocupa una superficie total de 62,25 km² y según los datos demográficos recogidos en el padrón municipal elaborado por el INE en el año 2017, cuenta con una población de 369 habitantes.

## Símbolos

### Escudo
El escudo heráldico que representa al municipio fue aprobado con el siguiente blasón:

«Cuartel Derecho sobre campo de plata un monte de simple en que se apoya una cruz de Gules. Cuartel Izquierdo en campo de oro tres robles arrancados en su color y puestos dos en uno. Timbrado de la Corona Real Española»

### Bandera
El ayuntamiento no ha adoptado aún una bandera para el municipio.

## Historia

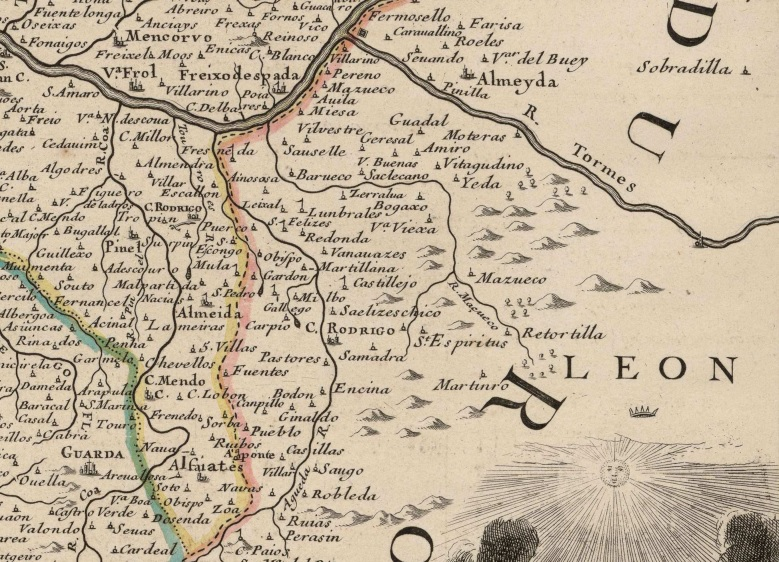
Detalle del oeste salmantino en un mapa del, en el que se puede observar Perosín (escrito como Perasín).

La fundación de Peñaparda se remonta a la repoblación efectuada por los reyes de León en la Edad Media, quedando encuadrada en el Campo de Robledo de la Diócesis de Ciudad Rodrigo tras la creación de la misma por parte del rey Fernando II de León en el siglo XII. Asimismo, la Dehesa de Perosín, donde se ubicaba el antiguo pueblo de Perosín, data también de dicha época, denominada entonces "Perosyn". Con la creación de las actuales provincias en 1833, Peñaparda quedó encuadrado en la provincia de Salamanca, dentro de la Región Leonesa.

## Geografía humana

### Demografía
Cuenta con una población de 308 habitantes (INE 2024).

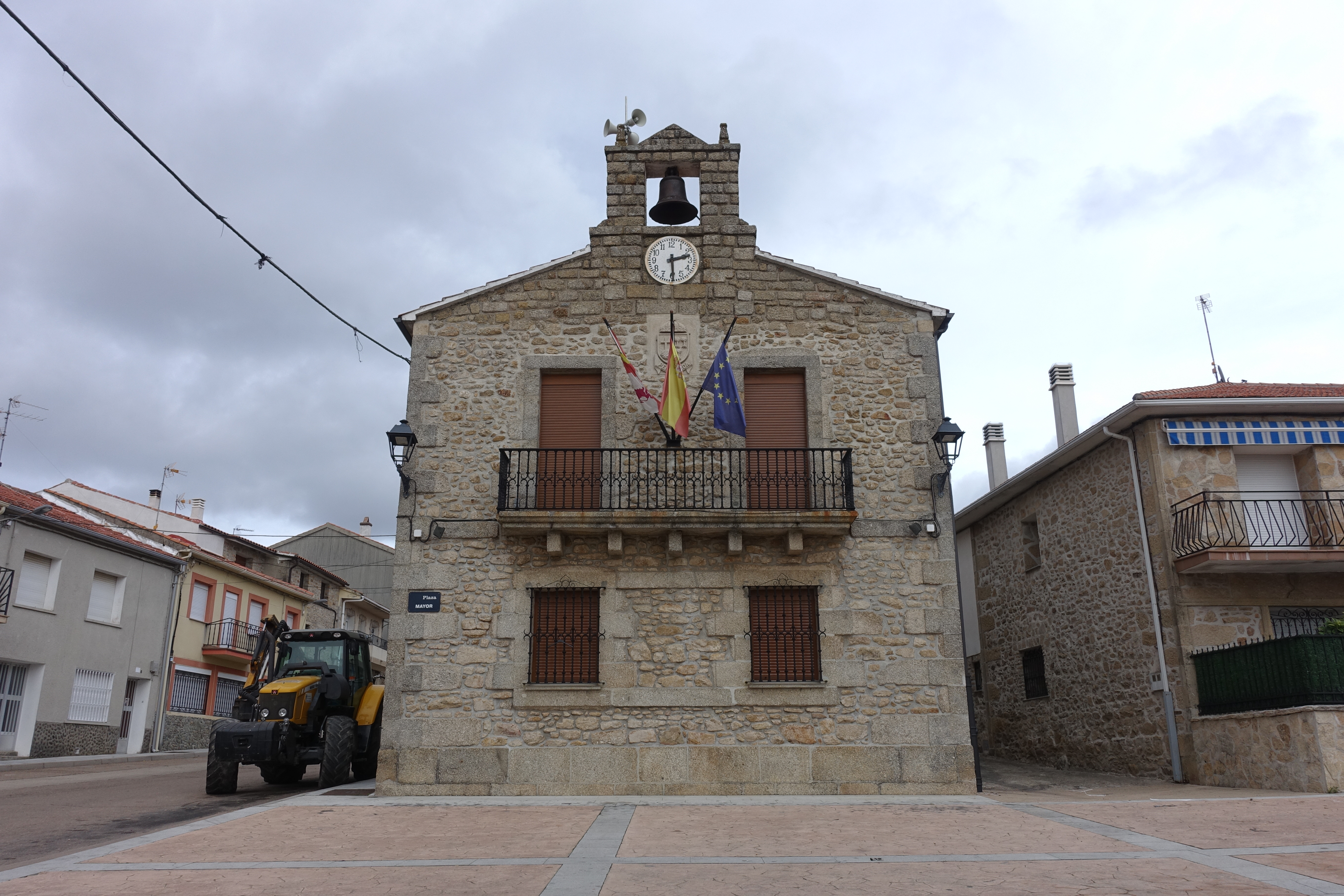
Casa consistorial.

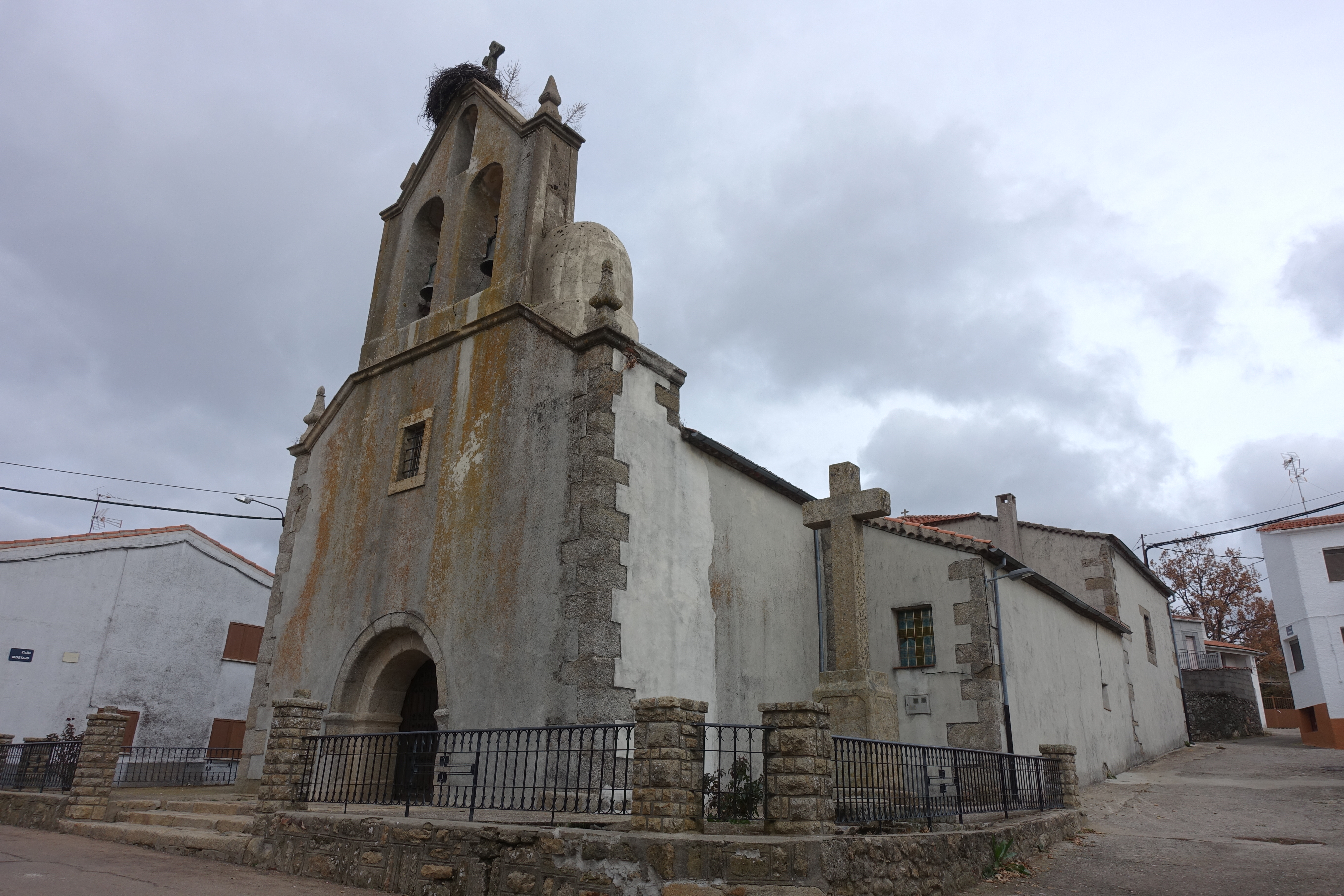
Iglesia de Nª Sra. del Carmen

| Gráfica de evolución demográfica de Peñaparda entre 1842 y 2021                                                       |
| |
| Población de derecho según los censos de población del INE. Población de hecho según los censos de población del INE. |

### Núcleos de población
El municipio se divide en varios núcleos de población, que poseían la siguiente población en 2015 según el INE.
| Núcleo de población | Población |
| ------------------- | --------- |
| Peñaparda           | 373       |
| Dehesa de Perosín   | 2         |

## Cultura
En cuanto a su cultura tradicional, Peñaparda es célebre por tres elementos:
- El pandero cuadrado de Peñaparda (en asturleonés, panderu cuadráu), instrumento de origen asturleonés que en Peñaparda es tañido con una porra similar a la de un tamborilero, forma de tocarlo que hace de este instrumento algo único en el mundo.
- El baile de Peñaparda. Peñaparda tiene cuatro bailes principales. Tres de ellos, interpretables tanto al "panderu cuadráu" como a la gaita y el tamboril, forman el baile propiamente dicho, que son el ajecháu, el salteáu y el corríu brincáu. Existe otro baile más solemne que es el ofretoriu, que se le bailaba a la Virgen del Rosario (primer domingo de octubre), y que es interpretado únicamente con gaita y tamboril.
- La lengua de El Rebollar, variedad del leonés que se conserva en la comarca de El Rebollar.

En el año 2002 se editó un disco con el título de "El pandero cuadrado de Peñaparda", en el que distintos habitantes de Peñaparda dan una muestra de la música tradicional local.
Peñaparda cuenta con el Museo del lino.

## Administración y política
| Partido político                         | 2019  | 2019  | 2019       | 2015  | 2015  | 2015       | 2011  | 2011  | 2011       | 2007  | 2007  | 2007       | 2003  | 2003  | 2003       |
| Partido político                         | %     | Votos | Concejales | %     | Votos | Concejales | %     | Votos | Concejales | %     | Votos | Concejales | %     | Votos | Concejales |
| Partido Popular (PP)                     | 62,45 | 148   | 5          | 73,31 | 173   | 6          | 65,94 | 182   | 5          | 60,97 | 214   | 5          | 63,24 | 203   | 5          |
| Partido Socialista Obrero Español (PSOE) | 33,33 | 79    | 2          | 22,03 | 52    | 1          | 31,88 | 88    | 2          | 36,18 | 127   | 2          | 33,96 | 109   | 2          |